# Кола (Верона)
Кола је насеље у Италији у округу Верона, региону Венето.
Према процени из 2011. у насељу је живело 1107 становника. Насеље се налази на надморској висини од 133 м.